# Karl-Heinz Spikofski
Karl-Heinz Spikofski (* 24. Februar 1927 in Essen; † 18. Juni 1998 in Mülheim an der Ruhr) war ein deutscher Fußballspieler und -trainer. Seine Position als Fußballer war die des Mittelfeldspielers. Sein vorletzter Verein als Trainer war der BC Augsburg in den Jahren 1963 bis 1964.

## Karriere
Spikofski begann seine Karriere in der Jugend des Essener TuS Helene. Nach mehrjähriger Kriegsgefangenschaft in seine Heimatstadt zurückgekehrt, spielte er in der 1. Mannschaft dieses Vereins. 1950 unterschrieb er bei Bayer Leverkusen und stieg mit diesem Verein ein Jahr später in die Oberliga West auf. 
Im Jahre 1952 wurde Spikofski zum Legionär, als er beim AC Turin unterschrieb. Dieser hatte, nachdem die Freigabe des DFB verzögert eintraf, zunächst keine eigene Verwendung für den deutschen Spieler und ließ ihn beim FC Barcelona trainieren. In einem Spiel des Reserveteams kam er dort auch zum Einsatz, doch verlieh ihn Turin schließlich an den CO Roubaix-Tourcoing nach Frankreich, der zu diesem Zeitpunkt sogar in der höchsten dortigen Spielklasse, in der (heutigen) Ligue 1 angesiedelt war. Insgesamt war der CORT, so die Abkürzung vom CO Roubaix-Tourcoing, zehn Jahre (1945–1955) Teilnehmer in der Ligue 1. Im Jahre 1954, nur ein Jahr vor dem Abstieg des Vereins in die Ligue 2, bekam Spikofski das Angebot, nach Italien zurückzukehren. Der Fußballklub Catania Calcio war an dem deutschen Mittelfeldspieler interessiert, was Spikofski auch nutzte, um nochmals Auslandserfahrung zu sammeln. Von 1954 bis 1957 blieb er den Sizilianern treu, bevor er 1957 noch einmal von einem Verein aus einem anderen Land ein Angebot bekam. Diesmal war der niederländische Fußballverein VVV Venlo an dem engagierten Spieler aus Deutschland interessiert. Nach nur zwei Jahren beim Fußballklub aus Venlo transferierte Spikofski 1959 zurück nach Deutschland zur Wormatia Worms, für die er bis zum Jahre 1961 im Einsatz war.

### Trainerstationen
Als Spikofski 1961 beschloss seine Karriere als aktiver Fußballspieler zu beenden, wollte er als Trainer tätig werden und kam so noch im selben Jahr zum FC Sion, wo er auch gleich aufgenommen wurde. Bereits davor hatte er von 12. Mai 1958 bis 20. Februar 1959 den 5. Lehrgang der Hennes-Weisweiler-Akademie (so der heutige Name) absolviert. Bis zum Jahre 1963 trainierte er den Schweizer Traditionsklub, bevor er im gleichen Jahr die freie Trainerstelle beim BC Augsburg übernahm, die er aber nur ein Jahr später wieder abgab. Nach einer Saison bei Eintracht Gelsenkirchen kehrte er dem Fußball den Rücken und zog sich zugleich in sein Privatleben zurück. Im September 2015 wurden Fotos, vorwiegend aus seiner Jugend, auf der Online-Auktionsplattform eBay vertrieben.